# Instituto de Estudios de Desarrollo Económico y Social
Instituto de Estudios de Desarrollo Económico y Social (IEDES) es un instituto de la Universidad Paris I Panthéon Sorbonne.

## Historia

### Creación, contexto histórico
La creación del Instituto de Estudios de Desarrollo Económico y Social (IEDES) coincide en el tiempo con el lanzamiento del primer satélite terrestre fabricado por el ser humano, el Sputnik 1, en octubre de 1957. El IEDES fue creado por decreto el 15 de octubre de 1957 como Instituto de la Universidad de París, apenas 11 días después del lanzamiento del Sputnik 1. La coincidencia de los eventos permite ubicar el contexto histórico bajo el cual es creado el Instituto, el periodo pos Segunda Guerra Mundial y de desarrollo, en el marco de la guerra fría, de la carrera espacial.
La creación del IEDES se sitúa en un periodo de grandes cambios a nivel nacional (Francia) y mundial, ocurre apenas 13 años después de la Ocupación de Francia por las fuerzas del Eje, 12 años después de los Bombardeos atómicos sobre Hiroshima y Nagasaki, 10 años después del inicio del Plan Marshall y 6 años después de su término, lo cual nos habla de la situación económica francesa en aquel periodo de reconstrucción tras la Segunda Guerra Mundial. Por otro lado, su creación durante el desarrollo de la guerra fría, aquel enfrentamiento político, económico, social, militar, informativo e incluso deportivo entre el bloque occidental-capitalista liderado por Estados Unidos y el bloque oriental-comunista liderado por la Unión Soviética, 8 años después de la creación de la OTAN y de la detonación de la primera bomba atómica de la URSS, nos permite identificar las grandes ideas y el contexto geopolítico a nivel mundial que podrían haber influenciado tanto al gobierno francés como a los fundadores del Instituto. El IEDES nace bajo un contexto de confrontación mundial capitalismo-comunismo.

### Crisis de 1968, División de la Universidad de París
El enfrentamiento ideológico de aquella época no dejaría de afectar el desarrollo de las universidades en Francia y con ello, la historia del IEDES.
La facultad de letras de Nanterre, creada en 1964 como parte de la Universidad de París, se había convertido en un centro de agitación de izquierda en contra de los proyectos de reforma de aquella época. El 2 de mayo de 1968 el rector de la academia, presidente del consejo de la Universidad de París, cierra dicha facultad.
Tales eventos tendrían como consecuencias: la manifestación de centenas de estudiantes delante de la Sorbona para exigir la anulación de dicha decisión, el enfrentamiento entre policías y estudiantes, el desarrollo de una huelga general no limitada en Francia, la disolución de la asamblea nacional y la creación de una nueva asamblea nacional cuyo objetivo principal sería el de reformar la legislación universitaria de la tercera república, otorgando gran autonomía de gestión a los establecimientos de educación superior y permitiendo establecer varias universidades bajo una misma circunscripción académica.
Es así que nace la legislación del 12 de noviembre de 1968, misma que sería remplazada más tarde por la ley del 26 de enero de 1984. Dicha legislación del 12 de noviembre permite la división, a partir de 1969, de la antigua Universidad de París en 13 universidades. El IEDES se adhiere en 1969 a a lo que sería más tarde, en 1971, la Universidad de París 1 Panteón-Sorbona (en francés, Université Paris 1 Panthéon-Sorbonne). París 1 es la primera universidad de entre las nuevas 13 universidades en orden numérico. Vale la pena mencionar que el instituto es más antiguo que cualquiera de las 13 nuevas universidades, pues fue fundado en 1957, y fue parte de la Universidad de París antes de su división.

## Publicaciones
Las publicaciones incluyen la colección “Tercer Mundo” y la revista Tercer Mundo.
El Instituto de Estudios de Desarrollo Económico y Social ha firmado acuerdos de cooperación internacional con muchas universidades de los países de África y América Latina y apoya proyectos llevados a cabo por organizaciones internacionales (UNESCO).El Instituto forma parte de una serie de redes científicas que implican a países con diferentes niveles de vida.
El Instituto de Estudios de Desarrollo Económico y Social se encuentra en el campus del Jardín Tropical de Paris (antigua sede de la Exposición Universal de París) y trabaja en colaboración con el CIRAD, el CIRED, el IRD, el INRA CEDIMES y el INRA.